# 市道104号 (台湾)
市道104号（しどう104ごう）は、新北市三重区から台北市万華区を結ぶ、全長4.465kmの台湾の市道である。

## 通過する自治体
- 新北市
  - 三重区
- 台北市
  - 万華区

## 接続する道路
- 国道1号（インターチェンジ）
- 市道103号
- 県道108号
- 台1線
- 台1甲線

## 施設
- 中興橋